# 盧奇齊亞
50°47′39″N 27°16′7″E / 50.79417°N 27.26861°E
盧奇齊亞（烏克蘭語：Лучиця），是烏克蘭北部的村莊，隸屬日托米爾州的茲維亞赫爾區。該村始建於1888年，面積1.65平方公里，海拔高度183米，2001年人口606，人口密度每平方公里367.72人。